# Josef Vacek (kadeřník)
Josef Vacek (22. května 1883 Rosice u Chrudimi – 1947 Praha) byl český kadeřník, podnikatel a továrník vlastnící a provozující kadeřnický a holičský salón na pražském Václavském náměstí, tehdy patrně největší kadeřnický salón v prvorepublikovém Československu, a rovněž továrnu na zpracování vlasů v Chrasti u Chrudimi, ve své době největší podnik svého druhu v Evropě.

## Život

### Mládí
Narodil se v Rosicích u městečka Chrast nedaleko Chrudimi na západ od Prahy do nemajetné rodiny Antonína a Anny, rozené Malinové z Rosic. Vyučil se holičem a vlásenkářem, následně se přesunul do Prahy. Roku 1908 se zde oženil s Aloisií Šťastnou (* 1888) z Prahy II a založil rodinu, v rámci sňatku mu byla zřízena též domovská přihláška.

### Podnikání
Zavedl si vlastní obchod s vlasy, používanými především pro výrobu paruk a příčesků, který posléze přeměnil ve velkoobchod a rozšířil své obchodní styky na celé tehdejší Rakousko-Uhersko. Zanedlouho pak zřídil vlastní výrobu vlasového zboží. Roku 1918 zakoupil továrnu na zpracování vlasů bratří Heislerů v Chrasti, založenou zde roku 1860 podnikatelem Josefem Heislerem jakožto nejstarší továrna svého druhu v Evropě, nacházející se jen několik kilometrů od Rosic, Vackovy rodné obce. Podnik zdárně rozvíjel a postupně z něj vytvořil největší závod zpracovávající lidské vlasy v Evropě. Vlasový materiál se do podniku skupoval v českých zemích i byl dovážen ze zahraničí, např. z Číny či asijského Ruska, neboť bylo žádoucí zpracovávat vlasy různých typů.

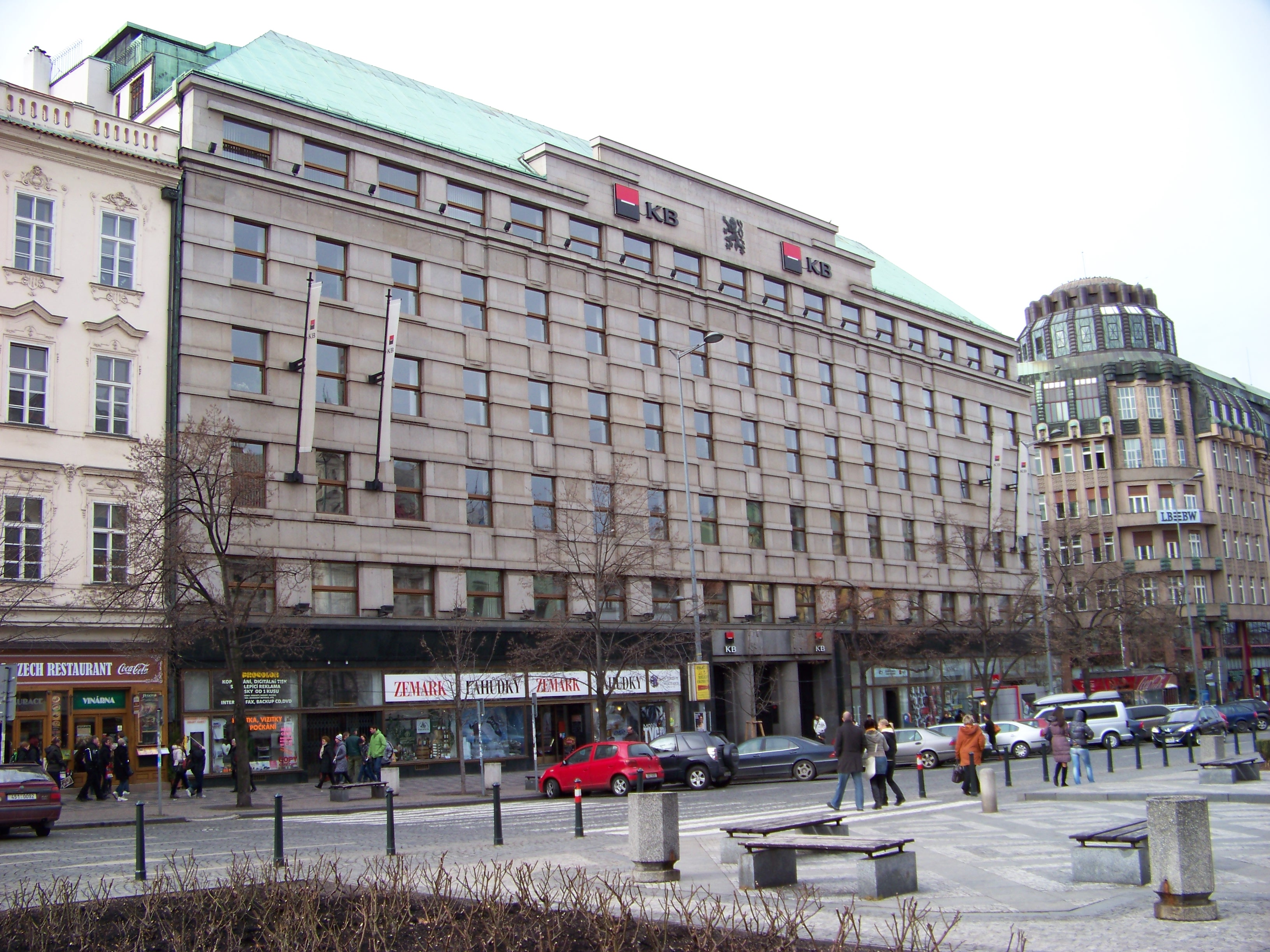
Budova někdejší Státní banky československé na Václavském náměstí v Praze, v jejímž přízemí sídlil Vackův pražský podnik

### KadeřnictvíJ. Vacek
Okolo roku 1920 si v budově Státní banky československé na pražském Václavském náměstí 796/42 otevřel vlastní kadeřnický salón, rozsáhlý luxusní podnik, v době největšího rozkvětu zaměstnávající až 60 lidí. V rámci období První republiky se hotel stal vyhlášeným po celém Československu a dotvářel kolorit Václavského náměstí jako jednoho z hlavních módních center ve městě. Součástí podniku byla též prodejna vlásenkářského zboží z chrastské továrny či potřeby pro holiče a kadeřníky.
Roku 1922 byl jmenován byl obchodním radou. Rovněž byl oborově spolkově činným jakožto předseda kadeřnického klubu Marcel v Praze.

### Úmrtí
Zemřel roku 1947 v Praze ve věku 63 nebo 64 let.
Po převzetí moci ve státě komunistickou stranou v Československu v únoru 1948 byly Vackovy podniky roku 1950 znárodněny, vlásenkářská továrna v Chrasti posléze spadala pod národní podniky Pomocného filmového průmyslu, následně pak Filmový průmysl a laboratoře.